# Roman Herzog
Pour les articles homonymes, voir Herzog.
 (janvier 2017).
Si vous disposez d'ouvrages ou d'articles de référence ou si vous connaissez des sites web de qualité traitant du thème abordé ici, merci de compléter l'article en donnant les références utiles à sa vérifiabilité et en les liant à la section « Notes et références ».
Roman Herzog, né le 5 avril 1934 à Landshut et mort le 10 janvier 2017 à Jagsthausen, est un homme d'État allemand. Membre de l'Union chrétienne-démocrate d'Allemagne (CDU), il est président fédéral d'Allemagne entre 1994 et 1999.
Ministre de l'Éducation puis de l'Intérieur du Land du Bade-Wurtemberg de 1978 à 1983, il devient ensuite juge au Tribunal constitutionnel fédéral d'Allemagne dont il est vice-président, puis président. En 1994, il est élu président fédéral par la première Assemblée fédérale de l'Allemagne réunifiée. Cinq ans plus tard, il ne brigue pas un second mandat présidentiel et se retire de la vie politique.

## Biographie
Roman Herzog est né en Bavière dans une famille protestante. Son père était commerçant, avant de devenir archiviste de la ville de Landshut, et sa mère employée de banque.

### Formation et carrière
Après avoir passé son Abitur en 1953, Roman Herzog suit des études supérieures de droit à l'université de Munich, où il obtient en 1957 son premier diplôme juridique d'État. Il reçoit un doctorat de droit l'année suivante, devient assistant de recherche du professeur de droit public Theodor Maunz à la faculté de droit, puis passe avec succès son second diplôme juridique en 1961. Quatre ans plus tard, il obtient son habilitation à diriger des recherches mais ne se voit accorder aucune chaire. Il lui faut attendre un an pour décrocher un poste de professeur des universités de droit administratif et de sciences politiques à l'université libre de Berlin (FUB).
Doyen, puis vice-doyen, de la faculté de droit de la FUB entre 1967 et 1969, il est ensuite muté à l'école supérieure de sciences administratives de Spire afin d'y enseigner la théorie générale de l'État et les sciences politiques. En 1971, il est désigné recteur pour un an.

## Parcours politique

### Au sein de la CDU
Roman Herzog rejoint l'Union chrétienne-démocrate d'Allemagne (CDU) en 1970. En 1979, il est élu membre du comité directeur fédéral, puis prend la tête quatre ans plus tard du groupe de travail protestant de la CDU/CSU.
En 1994, à la suite de son élection au poste de président fédéral, il suspend son adhésion au parti. Cela ne l'a pas empêché de présider, en 2003, la « commission Herzog », où siégeaient, entre autres, Georg Milbradt, Ursula von der Leyen ou Horst Seehofer, chargée d'élaborer les propositions de la CDU/CSU en matière de réforme de la sécurité sociale.

### Au niveau régional

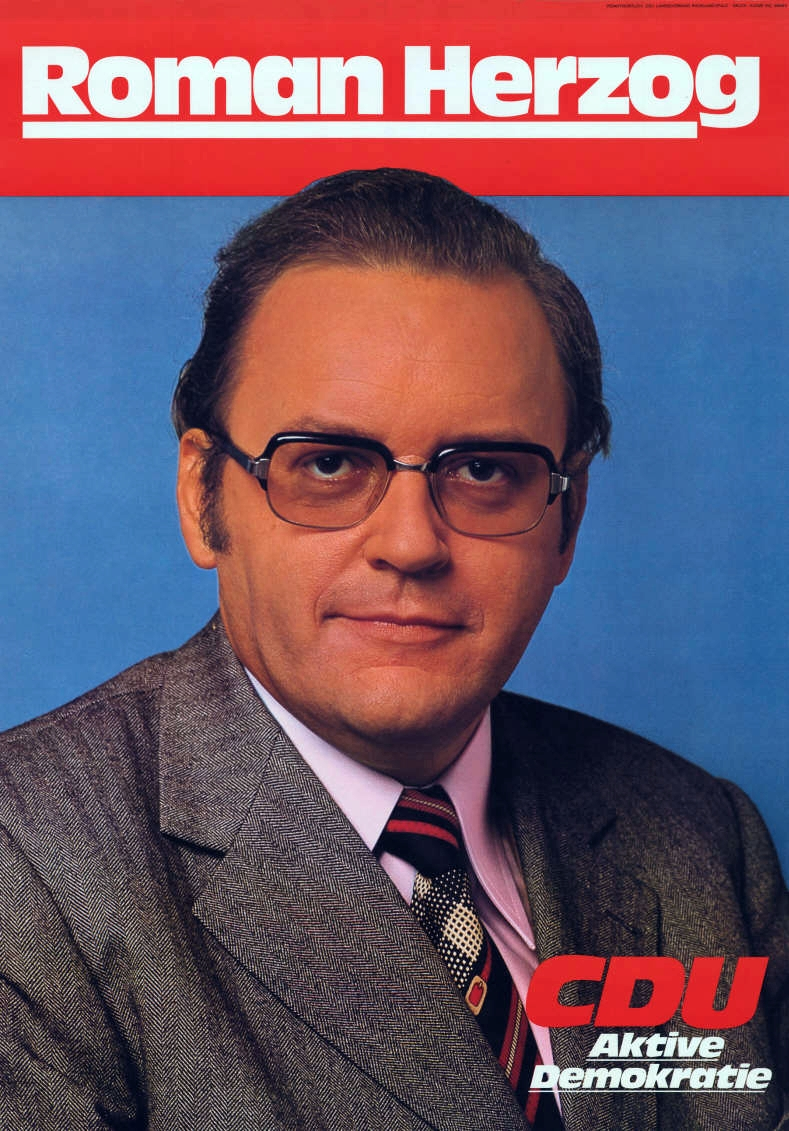
Affiche pour l'élection régionale de Rhénanie-Palatinat en 1975.

Nommé secrétaire d'État, délégué du Land de Rhénanie-Palatinat auprès du gouvernement fédéral par Helmut Kohl en 1973, et maintenu à ce poste lors de l'arrivée au pouvoir de Bernhard Vogel en 1976, Roman Herzog est désigné ministre de l'Éducation et des Sports du Bade-Wurtemberg par Lothar Späth deux ans plus tard. En 1980, il est élu député au Landtag, puis choisi comme nouveau ministre de l'Intérieur. Il démissionne en 1983.

### Dans les institutions fédérales et européennes
Cette année-là, Roman Herzog est élu juge à la Cour constitutionnelle fédérale d'Allemagne, dont il devient aussitôt vice-président. Il en prend la présidence quatre ans plus tard, le 16 novembre 1987.
En 1994, il est choisi comme candidat de la CDU/CSU à l'élection présidentielle fédérale du 23 mai 1994, à la suite du retrait de Steffen Heitmann (de), ministre de la Justice de Saxe. Élu au troisième tour de scrutin face au social-démocrate Johannes Rau, Roman Herzog prête serment le 1er juillet. Il est alors le premier président fédéral élu par une Assemblée fédérale représentant l'ensemble du pays. Au cours de son mandat, il s'efforce de favoriser l'unité intérieure d'une Allemagne récemment réunifiée et de rapprocher le pays de l'ancien bloc soviétique. Il est désigné « homme politique le plus populaire de l'année » en 1996. Trois ans plus tard, il fait le choix de ne pas se représenter, notamment du fait que la coalition noire-jaune l'ayant élu avait perdu sa majorité. Il est alors remplacé par Johannes Rau.
À la suite de sa présidence, il se retire de la vie politique active. En 2000, il est désigné président de la convention chargée de rédiger la charte des droits fondamentaux de l'Union européenne. Il s'est par ailleurs vu décerner le prix international Charlemagne d'Aix-la-Chapelle en 1997.
Roman Herzog était membre de l'Académie roumaine.
Il meurt le 10 janvier 2017 à l'âge de 82 ans.

## Vie privée
En 1958, il épouse Christina Krauß, de deux ans sa cadette. Le couple aura deux enfants : Markus, né en 1959, et Hans Georg, venu au monde cinq ans plus tard. Sa femme décède en 2000, et il se remarie avec Alexandra Freifrau von Berlichingen, née en 1941, l'année suivante.

## Distinctions
- Docteur honoris causa de l'université Waseda[2]
- Prix international Charlemagne d'Aix-la-Chapelle (1997).
- Grand-croix de l'ordre de Saint-Olaf
- Ordre de la Croix de Terra Mariana de première classe

## Citation
« Les gens ont un sentiment toujours croissant que quelque chose va mal ; qu'une institution non-transparente, complexe et gigantesque a évolué: séparée des problèmes pratiques et des traditions nationales; saisissant des compétences et des domaines de pouvoir toujours plus grands ; que les mécanismes de contrôle démocratiques échouent - en bref, que ça ne peut pas continuer comme ça. »

- Roman Herzog, commentant l'état actuel de l'Union européenne, Die Welt, mars 2007